# Иван Попвасилев
Иван Попвасилев е български лекар, професор.

## Биография
Роден е на 10 май 1923 г. в кюстендилското село Ваксево. Завършва медицина във Висшия медицински институт (днес Медицински университет) в София. Преминава през всички длъжности от асистент през научен сътрудник от 3 до 1 степен до професор. От 1954 до 1983 г. ръководи Катедра по съдебна медицина във Висшия медицински институт. От 1976 до 1981 г. е кандидат-член на ЦК на БКП, а от 1981 до 1990 г. и член на ЦК на БКП.